# Имперски граф
Имперски граф (на немски: Reichsgraf, Gefürsteter Graf) е съсловно определение в Свещената Римска империя. Това са собствениците на имперски графства, които са подчинени на императора и тези с титлата „граф“, получена от императора, която е валидна в цялата империя.
Тази титла е образувана през Средновековието и остава до прекратяването на Свещената Римска империя през 1806 г.
Такъв граф има място и глас в Райхстага. През 1521 г. в Свещената Римска империя има 144 Имперски графства, 1792 г. само 99.